# Dukuhjeruk (Banjarharjo)
Dukuhjeruk is een bestuurslaag in het regentschap Brebes van de provincie Midden-Java, Indonesië. Dukuhjeruk telt 4240 inwoners (volkstelling 2010).